# Benito Fontcuberta
Benito Fontcuberta y Pardo (4 janvier 1843 - 21 novembre 1904) était un journaliste, pharmacien et professeur espagnol qui a servi en tant que commandant carliste lors de la Troisième Guerre carliste.
Après avoir dirigé les forces rebelles du Maestrazgo et de Tarragone, après sa retraite militaire, Fontcuberta est resté une figure influente du traditionalisme espagnol grâce à son journal intégriste, le Semanario de Tortosa.

## Biographie

### Jeunesse et actions militaires
Fontcuberta étudia le latin, la philosophie et la théologie de 1855 à 1867 à Tortosa, et obtint un baccalauréat avec la mention nemine discrepante. Il se rendit ensuite à Tarragone pour étudier la géomètre-expertise et les beaux-arts. Après avoir obtenu d'excellentes qualifications, il fut envoyé à l'Université de Barcelone pour étudier la pharmacie en 1868, terminant ses études en 1871.
Après la déposition d'Isabelle II, il fut chargé par ses collègues chefs carlistes d'organiser les forces révolutionnaires du district de Valderrobres et des villes frontalières de Gandesa et Alcañiz. Entre 1870 et 1872, il fut affecté à différentes tâches militaires jusqu'à son adhésion formelle à l'insurrection carliste en septembre 1873 sous le commandement de Tomás Segarra.
À la tête d'une petite escouade de 200 volontaires aragonais, Fontcuberta remporta une série de victoires à petite échelle contre les libéraux à Maella, Batea et Ulldecona, les obligeant à capituler. Il vainquit le général Santa Pau à Morella et joua un rôle important avec ses hommes lors de la victoire de l'action de Ares del Maestre le 25 novembre 1873.
Commandant 150 soldats à pied et 50 cavaliers, il affronta les forces libérales d'Amposta et de Tortosa, et fut finalement affecté à quatre compagnies rebelles avec lesquelles il assiégea avec succès Vinaroz en février 1874, étant promu ensuite au grade de commandant.
En tant que commandant, il dirigea le 5e Bataillon du Maestrazgo, assiégea Gandesa en juin 1874 et reçut à Villafranca del Cid la Croix Rouge de Mérite Militaire de deuxième classe. Alors qu'il dirigeait le laboratoire de chimie à l'hôpital de Horta, il fut fait prisonnier en 1875, mais fut bientôt libéré dans le cadre d'un échange. Une fois libre, il rejoignit l'armée carliste du Nord, dirigea une compagnie rebelle à Puente la Reina et fut promu lieutenant-colonel peu de temps avant la fin de la guerre. Après la guerre, il fut emprisonné par le gouvernement à Tortosa, où il résiderait jusqu'à sa mort après avoir été acquitté.

### Activités intellectuelles

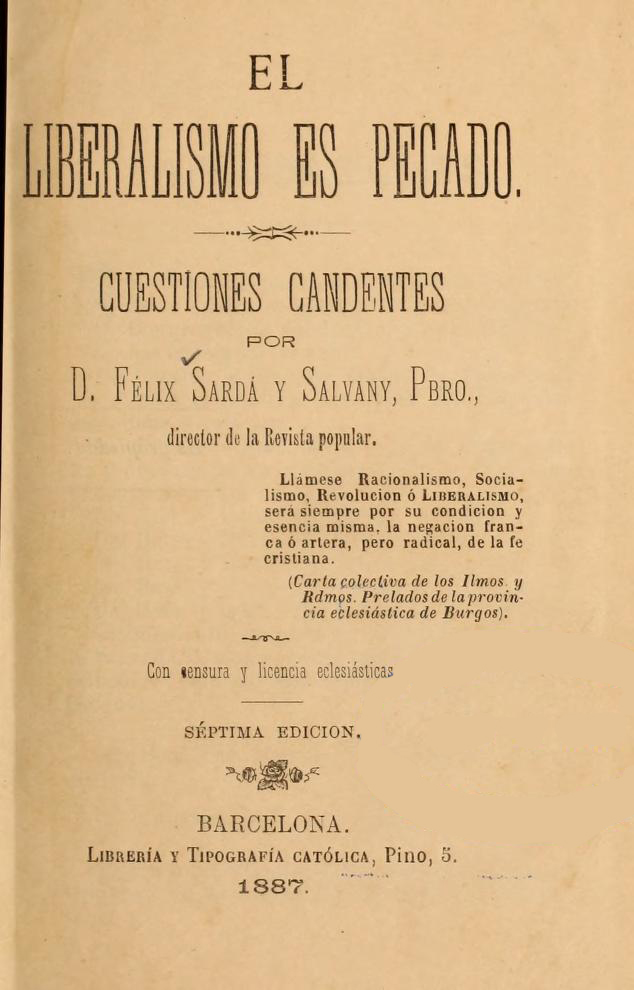
Couverture de 1887 de El liberalismo es pecado.

Fontcuberta fonda et dirigea le journal traditionaliste Semanario de Tortosa de 1882 à 1888. Il prit parti pour Ramón Nocedal lors du schisme carliste, étant exclu de la Communion traditionaliste après avoir exprimé son soutien à un journal intégriste à Pampelune. Il continua à écrire pour d'autres journaux et devint un leader local du Parti Intégriste.
Sous le pseudonyme "Un teólogo de antaño" (un théologien d'autrefois), il publia les articles de Félix Sardà y Salvany qui seraient plus tard compilés dans le manifeste "Le libéralisme est un péché", qui eut une influence durable sur la politique espagnole.
Outre sa carrière de journaliste, Fontcuberta travailla pendant 18 ans comme professeur de mathématiques au séminaire de Tortosa et enseigna diverses matières au collège San Luis de Gonzaga pendant 27 ans jusqu'à sa mort. Il exerça également en tant que pharmacien à Roquetas.
Fontcuberta fut également un membre actif du Cercle des Travailleurs Catholiques de Tortosa. Il était également un collaborateur renommé de la Société de Saint-Vincent-de-Paul et visitait chaque semaine la prison et l'hôpital de la ville pour y accomplir des œuvres de charité.

### Décès
Fontcuberta mourut d'une apoplexie à l'âge de 61 ans. El Siglo Futuro lui consacra une nécrologie déclarant que l'Église catholique en Espagne avait perdu "non seulement l'un de ses meilleurs soldats, mais aussi un modèle pour les gentilshommes, les chrétiens et les Espagnols, un de ceux que le Monde manque de nos jours". De nombreux autres journaux carlistes et catholiques de Tortosa lui rendirent hommage : El Restaurador le qualifia d'"ardent soldat de la Tradition, pour la défense de laquelle il combattit avec ardeur aussi bien avec son épée qu'avec sa plume" et le Correo de Tortosa le décrivit comme un "gentilhomme exemplaire et un catholique des plus intègres".
Il était marié à Pilar Fontanet, avec qui il eut une fille portant le même nom. Pilar Fontcuberta épousa plus tard Joaquín Ferrer y Ferrer, député jaimiste et chef de la Communion traditionaliste de Tortosa, Roquetas et Gandesa.